# 5878 Charlene
Az 5878 Charlene (ideiglenes jelöléssel 1991 CC1) a Naprendszer kisbolygóövében található aszteroida. Eleanor F. Helin fedezte fel 1991. február 14-én.